# فنجا، بدبد
فنجا (به عربی: فنجا) یک منطقهٔ مسکونی در عمان است که در بدبد واقع شده‌است.
 فنجا  ۱۰٬۳۹۶ نفر جمعیت دارد.